# Цваймен

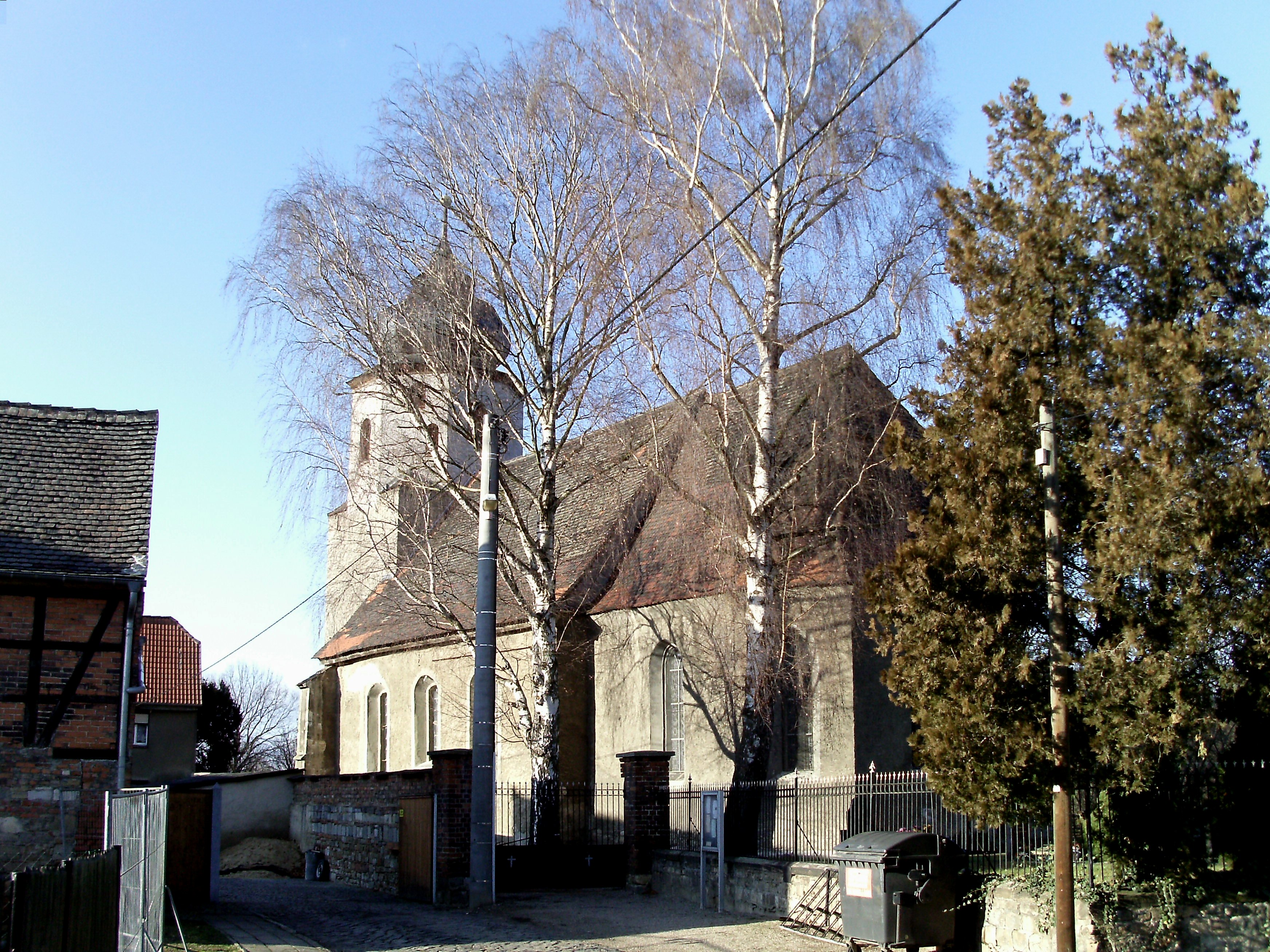
Церковь

Цваймен (нем. Zweimen) — деревня в Германии, в земле Саксония-Анхальт. Входит в состав города Лойна района Зале. Расположена на реке Луппе (приток Зале).
Ранее Цваймен имела статус общины (коммуны). В её состав входили населённые пункты Цваймен, Дёлькау и Гёрен. Население общины составляло 323 человека (на 31 декабря 2006 года). Занимала площадь 7,31 км². С 2006 по 2009 год община Цваймен подчинялась управлению Лойна-Кёцшау. 31 декабря 2009 года вошла в состав города Лойна. Последним бургомистром общины Цваймен был Хельмут Роде.